# Julio Palacios (teólogo)

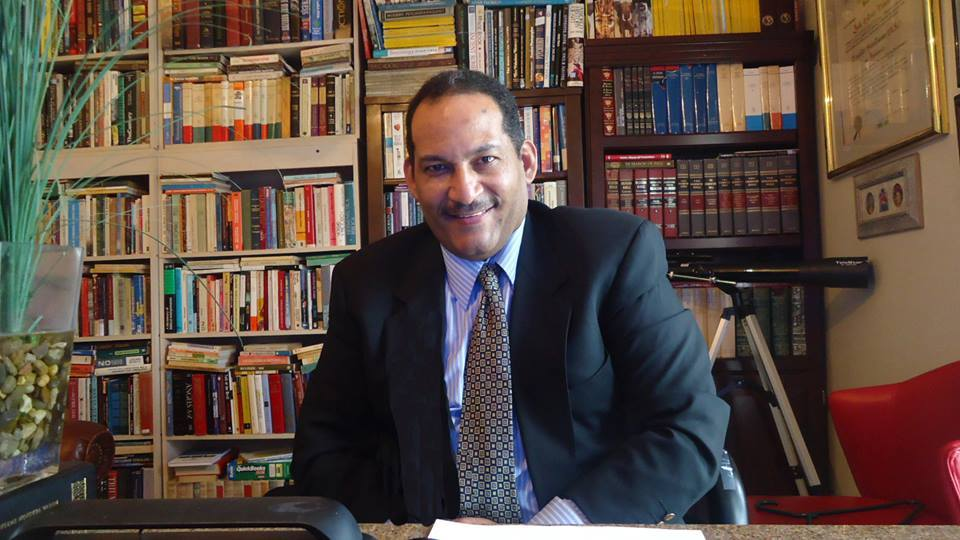
Rev Julio Palacios, experto en critica biblica y teología del A.T.

Julio Palacios, pastor y Teólogo venezolano (Caracas, 8 de octubre de 1961)[[Archivo:Latin America Theologian Julio Palacios.jpg|thumb\200px\foto de perfil]]
```
El reverendo Julio Palacios, es teologo y un destacado biblista con una vasta experiencia en los campos de la teología bíblica, la exégesis, la hermenéutica y la fenomenología de la religión. Egreso de la Facultad Protestante de Eberhard Karls Universität Tübingen, Alemania, y fue alumno del teologo y maestro Dr.Georg Strecker (discìpulo de R.Bultmann). Entre sus múltiples estudios, posee ademas dos Bachilleratos en Teología (Seminario Biblico Latinoamericano,y el ISEDET de Argentina (Licenciado en Teologia), M.Sc. en Teología (Universidad de San Paulo) y Doctorado en Cs. Politicas. Es profesor de Antiguo Testamento y exegesis bíblica , y ha ejercido la docencia simultáneamente con el trabajo pastoral y concilia Trabajó como pastor en su natal Venezuela, siendo miembro de varios organismos no gubernamentales y el movimiento ecuménico venezolano a mediados de los 80’s (CRISEV, Coordinadora Luterana de Venezuela, Acción Ecuménica). En 1988 fue nombrado Coordinador de Comunicaciones del Comité Venezolano Por la Justicia (CEVEJ), importante organismo defensor de los DD.HH donde combinó el servicio pastoral y teológico con la lucha social de importantes sectores campesinos y movimientos en reclamo de viviendas para los llamados "Sintechos".
```

Durante su larga trajectoria como pastor, teólogo y educador, ha publicado centenares de artículos sobre el tema de la opresión, la educación y la teología de liberación. Ha escrito varios ensayos sobre el tema de la hermenéutica antropológica (Anthropologischen Hermeneutik), y dos libros con el patrocinio de la Facultad de Teología Protestante "Eberhard Karls Universität Tübingen, Alemania, donde obtuvo una Maestría en Ciencias Bíblicas (Magister Artium):  "Neue religiöse Prophezeiung"y "Die Bibel in unserer Zeit", "Die Urheber der Bibel" (Los Creadores de la Biblia").Bajo la tutela de su profesor del Isedet, Jose Severino Croatto (+) Se especializó en idiomas semíticos (hebreo, arameo, ugarítico, acádico). En la actualidad el Dr. Palacios radica con su familia en el Suroeste de la Florida, EE. UU.